# Штунь
Штунь (укр. Штунь) — село в Вишневской сельской общине Ковельского района Волынской области Украины.
До 2020 года входило в Любомльский район.
Код КОАТУУ — 0723387201. Население по переписи 2001 года составляет 731 человек. Почтовый индекс — 44354. Телефонный код — 3377. Занимает площадь 2,62 км².